# YTV
YTV es una cadena de televisión por cable canadiense especializada en el público infantil y juvenil, disponible a nivel nacional a través de cable y televisión por satélite. Actualmente es de propiedad total de Corus Entertainment. "YTV" se cree que significa "Youth Television" (Televisión Juvenil). Sin embargo, eso lo niega la página web de la cadena de TV.
El canal opera en dos diferentes canales, este, y oeste (Hora del Pacífico).
En la actualidad, YTV opera en inglés y francés (VRAK.TV de Astral Media).

## Historia
Lanzada el 1 de septiembre, en 1988, YTV era el sucesor de dos servicios de programación de especiales operados por distintas compañías de cable de Ontario a partir de finales de 1970. Los dos principales accionistas de YTV eran dos compañías de cable, Rogers Cable y una compañía conocida como CUC Broadcasting, que más tarde sería adquirida por Shaw Communications. En 1995, a través de varias adquisiciones y oficios, Shaw había asegurado el control total de YTV, y formando parte de Corus Entertainment en 1999.
Después de que Corus tomó el control del canal en 1999, YTV comenzó a utilizar el estilo de factor de "gross-out" de Nickelodeon en su marca, con menos Slime y con su mantra (antiguo lema) que decía "Keep It Weird". Con los años, YTV ha utilizado un número de diferentes logotipos al aire, con la misma disposición de letras blancas sobre diversas criaturas extrañas e imaginativas. El logotipo fue utilizado en los créditos de producción, y por lo tanto se supone que era el logo "oficial" era en sus características de este acuerdo en una pantalla roja de establecer una televisión estilizada de color púrpura. Los anuncios del canal a menudo se centran en la promoción de la marca a través del humor crudo.
En el otoño de 2005, un nuevo logo fue puesto a las 18:00 en un estilo de publicidad que ha sido desarrollado para un público de más edad, que utilizó un logotipo mucho más simple y paquete de difusión mucho más elegante con apenas cualquiér táctica de "Gross-Out". En la primavera de 2006, este aspecto ha sido adaptado para toda la cadena de televisión.
En septiembre de 2009, Su logotipo ha cambiado un poco. Presentaba nuevos colores del logotipo, y el fondo del logotipo de YTV se simplificó. Ahora hay muchos gráficos digitales en pantalla diciendo qué programas se vienen a continuación, y promocionales de los programas. La pantalla gráfica digital es opaca.

## Logos
- 1988-1991: el logotipo inicial YTV utiliza gráficos CGI tridimensionales para animar el logotipo en los ID de red, que por lo general se establecieron contra diferentes orígenes del cielo que cambió en función de la hora del día (un fondo del cielo nocturno para los programas de la noche, un cielo azul parcialmente nublado para espectáculos de la tarde, etc.). A menudo, en estos identificadores de red, una fuente de la escritura escribiría varias consignas ("El espíritu de la juventud", "Young as You Are", "El Canal de la Juventud", "Canal de la Juventud de Canadá") en la parte inferior derecha del logotipo. En 1990, el logo fue alterado levemente con el círculo contorno convertirse consistente de tres círculos, y el texto "YTV" convirtiéndose poco grande.
- 1991-1993: este logotipo, creado en 1991, utiliza el motivo en el que contó con una gran "Y" y la palabra "TV" en menor tipo apilados verticalmente, que se ha utilizado en todos los logotipos de la red desde entonces.
- 1993-1994: El anterior diseño del logo fue trasladada a un logotipo revisada utilizado a partir de 1993, la introducción de una variante temprana del morado, naranja oscuro y TV verde que se utilizaría en el logotipo hasta 2006; en este logo, el televisor y el logotipo "YTV" se titula hacia la parte superior derecha. Muchos aficionados YTV reconocen este logo y 1994 logo debido a sus diseños únicos que permiten este logo y el logotipo de 1994 para asumir cualquier forma, similar a los diseños de logotipo 1984-2009 utilizados por Nickelodeon en Estados Unidos. El logo fue diseñado por Corey McPherson Nash, con el ser del ID de red producido por Animación Tarro de oliva.
- 1994-2000: el texto "YTV" en esta actualización para el logo anterior se cambió en 1994, dispuestas de la misma manera que antes, aunque con un diseño alterada de la TV y el logotipo. En 1998, YTV comenzó a utilizar el lema "Keep It Weird" para ir con los objetos y criaturas aleatorias que el texto YTV se coloca encima del televisor.
- 2000-2006: en el 2000, el logotipo fue cambiado otra vez con la televisión de fondo se redujo y el texto "YTV" alterado. En 2006, el texto "YTV" cambió una vez más, pero los monstruos aún ventiló.
- 2006-2009: en 2006, este logo apareció por primera vez en promos YTV y en la dirección YTV. En 2006, la presentación YTV fue revisado por completo, aunque todavía se dispuso de manera. similar a los logotipos anteriores utilizadas desde 1991, utilizando un círculo cian con dos picos, similar a la de un símbolo de huracanes, con anillos blancos dentro y un texto "YTV" revisada superpone encima de ella. Este logotipo fue a la par con el logo anterior hasta mediados de 2007 a más tardar.
- 2009-2014: En 2009, el logotipo original de 2007 se ha actualizado ligeramente con gradientes de color añaden a ella.
- 2014-presente: el 6 de octubre de 2014, YTV actualiza su logotipo, hacer algunos cambios menores en la misma. Ellos cambiaron la dirección del logotipo de lo que es la cara izquierda en lugar de directamente a los espectadores. Junto con gradientes de color más claro que se añade al logotipo.

## Programación
El calendario de YTV es ante todo una programación infantil, con audiencias que van desde preescolares a los adultos jóvenes. En el extremo superior de este rango son repeticiones de series como Smallville. Hasta hace poco, se emitió un número significativo de sitcoms británicas en la noche, que ahora sólo transmite My Family, que hace poco, fue eliminado de la programación de YTV. Entre sus reclamaciones a la fama, fue el primero en transmitir al aire la primera serie animada completamente hecha en computadora: ReBoot, y las versiones en inglés de la serie de anime, Sailor Moon y la del anime en curso Bleach.
El bloque insignia de programación de YTV es "The Zone", emitido en las tardes de lunes a viernes, Carlos Bustamante es el anfitrión actual durante los segmentos intersticiales.
Mientras que produce o hace comisión de una parte sustancial de su programación, YTV también adquiere y transmite la mayor parte de series originales de la misma Nickelodeon de los Estados Unidos, Aunque la cadena de TV está disponible en Canadá desde el 2 de noviembre de 2009. Debido a los fuertes lazos contractuales, YTV tiene acceso exclusivo a todos los títulos de animación de Nickelodeon, y hasta la fecha se transmite cada una de estas producciones. En los últimos años, el anime ha ganado un fuerte elemento en un intento por atraer más a los adolescentes, recogiendo los títulos que van desde Inuyasha hasta Zatch Bell . Es la vanguardia de ese esfuerzo mediante la introducción de video bajo demanda que ofrece un servicio "Anime 24/7".

### Bloques de programación
Desde su lanzamiento, YTV ha sido caracterizado por dividir sus emisiones en bloques de programación distintos debido a una variedad de razones. Un bloque de programación sin nombre que más tarde se convirtió en "The Treehouse", y "The Afterschool Zone", ahora conocido simplemente como "The Zone", fueron los primeros bloques, el segundo bloque fue creado en los primeros años de la estación. Esto se hizo principalmente como una táctica para cumplir con el Consejo Canadiense de Radiodifusión y Telecomunicaciones (CRTC) sobre la publicidad en la programación infantil: Programación importada popular que sería unos pocos minutos debido al menor número en comparación de anuncios que se permita a las estaciones de los EE. UU. En vez de llenar el tiempo con los anuncios de servicio público o material de relleno, se hizo la idea de dedicar varios minutos a la interacción entre los programas.[cita requerida]
Otros bloques, tales como Limbo" y "Bionix", se han creado para el propósito específico de la designación de programación destinados a un público de más edad o específico. Sin ser aplicadas restricciones publicitarias similares, son acogidos en estos bloques.

### Bloques actuales
- The Zone es un bloque de programación animada que se transmite de lunes a viernes por la tarde (de 4:00 a 6:00 p. m. ET/PT), Es el bloque de programación insignia de YTV y es conducido por Carlos Bustamante, previamente acompañada de Stephanie "Sugar" Beard. Después de Paula Lemyr en el verano de 2006, la pareja celebró un spin-off de fin de semana de "The Zone" para sustituir Vortex (aunque la programación sigue siendo la misma).

- Big Fun Weeknights Bloque de programación que se transmite en horas de la noche después de "The Zone" (de 6:00 a 10:00 p. m. ET/PT). En este bloque, se transmiten series cómicas tanto originales como de la cadena Nickelodeon. Antes de septiembre de 2009, fue llamado "Big Fun Fridays", y también incluye la película de la semana.[2]

- Crunch bloque que transmite la programación animada durante las mañanas de sábado (de 7:00 a. m. a 12:30 p. m. CEST/EST). En este bloque, se transmiten series originales de la cadena YTV, además de series animadas de la cadena Nickelodeon.

- Nickelodeon Sundays se transmite un bloque de programación de Nickelodeon los domingos por la mañana.[2]

- Big Fun Movies nombre que se utiliza para las películas durante las tardes de fin de semana en YTV. El bloque fue anteriormente conocido como The Moovibot. YTV también puso al aire una película dirigida a un público de más edad en las noches de domingo. 'ZAPX Movies block' fue presentado por Simon Mohos hasta septiembre de 2009. Al igual que The Zone, este programa también es conducido por Carlos Bustamante.

### Bloques de programación anteriores

#### The Treehouse
"The Treehouse" era un bloque de programación diaria dirigida a los niños. Fue organizada por Todd PJ, PJ Krista, y PJ Katie, y títeres destacados conocido como The Fuzzpaws. "The Treehouse", ha transmitido muchos espectáculos como Wishbone, Bananas in Pyjamas, Once Upon a Hamster, The Big Comfy Couch, Dudley the Dragon, Fraggle Rock, y PJ Katie's Farm.
Este segmento originalmente no tenía un nombre específico, y corrió desde 10:00 a. m. EST hasta cambiar a "The Afterschool Zone". Los anfitriones originales fueron PJ Jen y PJ Chandra. PJ Gord era actuado como sustituto del bloque tanto en el presente y "The Afterschool Zone". "The Treehouse" fue bloque spin-off y ahora tiene canal en especialidad, Treehouse TV.

#### The Alley
The Alley era un bloque de fin de semana de programación en las mañanas, que fue organizada por el PJ de los segmentos existentes de toda la semana, junto con el  Grogs.

#### YTV News
YTV News era un programa de noticias de 30 minutos. Se emitía los domingos, lunes y martes, y fue anunciado como el noticiero juvenil orientado por TV Newsmagazine. YTV News fue organizada por Janis Mackey, Marret Green, Exan, Honey Khan, Cory Atkins, Mark McAllister, y Wilf Dinnick, que cubrieron muchas historias de las elecciones canadienses y los problemas del mundo. Los espectadores de YTV News fueron alentados a crear sus propias noticias y editoriales acerca de sí mismos y enviarlos para transmitirlos durante el programa. YTV News fue compartido con CTV News, y fue brevemente su retransmisión por la CTV en las mañanas de fin de semana, aunque con el título de Wuz Up.

#### The Breakfast Zone
"The Breakfast Zone" (o "B-Zone") fue transmitido en un horario por la mañana como su nombre indica. Originalmente organizada por Jenn PJ y PJ Pablo, con sustitución de Jenn Aashna, el bloque fue pensado como una versión por la mañana de "The Zone", pero funcionaba más como un programa de larga duración que como un bloque real. Los programas iniciados, a veces eran mucho más arbitrarias, que se convirtió en más de un foco central de material de relleno simple. El bloque fue posteriormente fue re-calificado como "The B-Zone", organizado por Taylor, y luego renombrado de nuevo como "B-Zone", organizado por PJ Katie (Katie Jennifer Racicot) y Zeke, una criatura curiosa del espacio exterior (realizada por titiritero Todd Doldersun).

#### Shift
"Shift" era un bloque del prime time y transmitía muchos de los programas más populares de YTV. Parte de la programación de "Shift" incluía ReBoot, Are You Afraid of the Dark?, Beasties y Goosebumps. "Shift" era conducido por Aashna y Pablo. El bloque fue abandonado en favor de la ampliación de "The Zone" en una hora.

#### Brainwash
"Brainwash" era un antiguo bloque de programación de fin de semana que salía al aire los sábados y domingos por la mañana. Era conducido por Carrie (músico y titiritero Ali Eisner) y Ed (Shaun Majumder) que era un conjunto de colores con tubos y pantallas de vídeo. Shaun Majumder dejó el programa en 1997 y fue sustituido por Peter Oldering.
El concepto fue creado y producido originalmente por Kim J. Saltarski y Atul N. Rao (eventualmente formado escritor/productor de equipo de "The Membrains") más tarde fue producido por Karen Young. Brainwash había muchas consignas tales como "Put a spin on your reality" ("Dale un giro en tu realidad"), "Headaches are an excellent source of iron" ("Los dolores de cabeza son una excelente fuente de hierro"), y "YTV's laundromat of choice" ("La lavandería YTV de tu elección"). El tema fue un juego sobre el nombre con burbujas, máquinas de lavar, y visuales del cerebro. Lavado de cerebro era similar a "The Zone", pero era mucho más largo.
Se presentaban programas como Bump in the Night, Astro Boy, Sailor Moon y La Pantera Rosa. Brainwash fue reemplazado con Snit Station.

#### Snit Station
"Snit Station" reemplaza a "Brainwash" en la ranura de la mañana los fines de semana y fue organizado por Denise y la mascota robótica de YTV, la Snit. "Snit Station" en su programación incluía Animaniacs, Los Supersónicos, Los Picapiedras, Garfield, Alvin y las Ardillas y Huckleberry Hound. Más tarde Snit partió, y "Snit Station" fue cambiado por este bloque que ahora se conoce como el Vortex.

#### Limbo
"Limbo", fue el primer bloque YTV para adolescentes y pasaba programas como Daria, Stressed Eric, Home Movies, Lucy Sullivan Is Getting Married y Downtown. Limbo se emitía originalmente desde las 8:00 p. m. EST a 12:00 a. m. EST, pero finalmente fue retrasado desde la 1:00 a. m. EST a las 5:00 a. m. EST, antes de ser cancelado.

#### The Dark Corner
Un bloque de programación que salía al aire en las noches de sábado, "The Dark Corner", incluía muchos de los espectáculos más oscuros de YTV, tales como Goosebumps, Are You Afraid of the Dark?, Freaky Stories y Buffy the Vampire Slayer.

#### YTV Jr.
"YTV Jr." fue un bloque de 40 horas de programación libre de comerciales por semana y estaba destinado a la audiencia preescolar. "YTV Jr." en su programación incluía Rupert, Groundling Marsh y The Big Comfy Couch. Este bloque de programación más tarde se convirtió en obsoleto como Treehouse TV, se convirtió ampliamente disponible.

#### Vortex
"Vortex" fue transmitido en YTV de 2001 al 24 de junio de 2006. Antiguamente, era conducido por Stephanie Broschart, que lo abandonó en 2002 y fue reemplazado por Paula Lemyre. A diferencia de sus predecesores, "Vortex" era exclusivo de las mañanas de sábado. "Vortex" también se basa principalmente en caricaturas de acción, a diferencia de Cartoon Network con "Toonami". Terminó el 24 de junio de 2006 tras la salida de Paula de YTV, y fue reemplazada por "The Zone Summer Weekends", una edición de fin de semana de la zona fue organizada por Sugar y  Carlos, aunque la muestra sigue siendo la misma hasta Crunch se puso en marcha en septiembre de 2006.

#### Bionix
Hasta el 7 de febrero de 2010, Bionix transmitía programación de acción y anime los domingos desde las 12:00 a 2:00  EST. Bionix estaba estrenado originalmente el viernes por la noche, y más tarde en las noches de sábado, y fue una fuente principal de la programación de anime en YTV.

#### 3 Hairy Thumbs Up!
3 Hairy Thumbs Up fue un bloque de programación de películas de YTV hasta 2006, cuando YTV lo remplazó con "ZAPX Movie Block". Después de que el conductor dejó la cadena y la campaña "Keep It Weird!" fue abandonada por YTV, por un tiempo el bloque se quedó sin nombre hasta su reemplazo por "Big Fun Movies"

## DJs del programa
Hasta mediados de la década de 1990, YTV llamaron a sus Program Jockeys "PJs" en la misma línea de disc jockey (DJ) o video jockey (VJ). Los anfitriones en curso de estos segmentos han dejado de utilizar el apodo de PJ desde entonces.

## Anime
Desde ofrecer la transmisión inaugural de América del Norte de Sailor Moon en agosto de 1995, YTV ha convertido en un eje central para el anime fandom en Canadá. Si bien Sailor Moon todavía quedó siendo su franquicia más populares e influyentes (suficiente para provocar los diecisiete episodios finales de Sailor Moon R que se desea copiar específicamente para el mercado canadiense) franquicias como Dragon Ball y Pokémon observó un éxito masivo en el canal en los años siguientes. Sin embargo, en 1999, la confusión YTV en su intento de mercado por Gundam Wing, que ha demostrado ser un éxito monumental en las tardes de lunes a viernes en los Estados Unidos en Cartoon Network - Toonami, planteaba problemas importantes para la exposición del medio en Canadá. Aunque la película basada en la serie, Endless Waltz, (que se emitió antes de la serie actual) se mostró totalmente en bruto, YTV decisión de sacar al aire una versión editada de la serie a las 11:30 p. m. EST entre semana, debido a la investigación de mercado desigual a cabo mediante una encuesta en línea, en esencia, cortó la serie esencialmente de la audiencia general.
Esto contribuyó a la completa falta de muchas series de anime conocido que se ejecuta en YTV para los próximos años. Sin embargo, este período seco terminó en 2003, cuando Inuyasha fue presentado a la estación. Su popularidad entre los espectadores adolescentes llevaron a la creación del "bloque de Bionix", que se transmitió el viernes por la noche. Mientras que algunos menores, contenido incongruente producido cambios en programas como Gundam SEED como resultado de este nuevo enfoque (aunque los cambios fueron pocos y lejos de ser tan grave como en los canales americanos como Cartoon Network), el bloque ha ido madurando con su contenido y el tono de caer más en consonancia con el de adult swim. YTV tuvo decisión de sacar al aireGhost in the Shell: Stand Alone Complex en 2005, se reunió con cierta polémica debido al contenido del programa y la naturaleza de adultos. A pesar de transmitir a la medianoche, el episodio "Jungle Cruise" fue omitido debido a su tema y contenido inapropiado, ccausando más pregunta respecto a por qué autorizaría una función de esta naturaleza a YTV. Aunque el episodio fue posteriormente re-transmitido sin cortes en un horario más tarde, no está claro si o no YTV saldrá al aire la serie mucho más gráfico segunda temporada.
En 2009, se trasladó YTV el bloque Bionix de viernes por la noche a las noches del sábado. Más tarde ese año, cambió de lugar Bionix y sus dos serie de anime adultas de renombre al tiempo de transmisión de medianoche los sábados. Llegó a la conclusión de que serie de anime fueron retiradas del programa y reemplazado por nuevos. Esto provocó muchas quejas entre los espectadores, muchos de ellos jóvenes que no pudieron continuar viendo a causa de los horarios.
Entre el final de Limbo y el principio de "Bionix", YTV puso en marcha el foro de Anime Master. El personaje de anime Master es retratado como un rojo adaptado enmascarados Ninja, denominado en la voz de Snit, y ha hecho algunas apariciones como invitada en los segmentos "The Zone" y "Vortex".
Los presentadores de los programas también se han hecho entrevistas en Anime North, la mayoría de los invitados siendo actores de voz para funciones animadas populares sobre el canal. Las entrevistas fueron mostradas en los segmentos en directo entre programas (llamados Animinutes), o como un bloque separado.
El 29 de septiembre de 2006, YTV Canada Inc. anunció que había aplicado a la CRTC de autorización para lanzar una categoría 2, de lenguaje inglés, llamada The Anime Channel. La propuesta incluía mínima del 85% de animación y programación relacionada, y un máximo de 15% basado en la información del programa, dirigidos a los adultos mayores de 18 años. Una reunión con la CRTC celebrada el 14 de noviembre del 2006. El 30 de enero de 2007, CRTC aprobó la solicitud de la licencia hasta el 31 de agosto del 2013. La licencia permite el canal a asignar no menos del 65% de la campaña de difusión a los programas de anime, no más del 35% de la campaña de difusión a los programas relacionados con anime, no menos del 85% de la campaña de difusión de la programación de las categorías 7 (d) (largometrajes de teatro en la televisión), 7 (e) (programas de televisión y películas de animación) y 7 (g) (otro drama), con no más de 15% de la campaña de difusión dedicado a la información basada en programas.

## Bionix On Demand
En 2008, Corus Entertainment comenzó a ofrecer servicios de vídeo bajo demanda denominado "Bionix On Demand" para los proveedores de cable Rogers Cable y [Shaw Cable], que son los únicos proveedores a ofrecer el servicio . El servicio ofrece programas de anime viejo y lo nuevo que YTV no transmite al aire. El video bajo demanda era anteriormente llamado "YTV Anime On Demand".

## Empresas relacionadas
¡Whoa! The Magazine, la revista oficial de YTV, se publica cuatro veces al año (primavera, verano, otoño e invierno). ¡Whoa!Se distribuye a través de Pizza Hut los eventos de YTV, capítulos y librerías Indigo en puestos de periódicos de Canadá, y las suscripciones.
Big Fun Party MixCD de preparado de la fiesta divertidos grandes contienen muchas canciones de la lista de supresiones de YTV los rendimientos positivos por el burro nuclear propia del canal.
The Big Rip es un sitio de juegos en línea. El primer juego GalaXseeds, fue lanzado el 14 de febrero de 2007.

## Distribución internacional
- Jamaica - distribuido en los sistemas de Flow Cable.[5]
- Bahamas - distribuido en los sistemas de Cable Bahamas.[6]